# Славься
«Славься» — патриотическая песня на музыку композитора Михаила Глинки (1804—1857) из заключительной сцены оперы «Иван Сусанин» редакции 1836 года, слова к которой приписываются Василию Жуковскому и Егору Розену. Первоначальный вариант песни был монархическим, другой стал патриотическим и даже иногда рассматривался как неофициальный гимн России. «Славься» в обработке Е. Макарова регулярно играли на парадах в оркестровом варианте как торжественный марш с 1933 года. И ныне «Славься» часто исполняют по особо памятным и юбилейным датам. С 2000 года является официальной мелодией при инаугурации президента России.

## Первый вариант (1836)
Славься, славься, наш русский царь!    

Господом данный нам царь-государь!

Да будет бессмертен твой царский род!

Да им благоденствует русский народ!

Славься, славься, наш русский царь!

Господом данный нам царь-государь!

Да будет бессмертен твой царский род!

Да им благоденствует русский народ!

Всё ближе царский ход,

Наш царь идёт!

Греми, Москва!

Празднуй торжественный день государя!

Ликуй, веселися!

Идёт наш царь, идёт!

Слава нашему царю!

Ура!

Греми, Москва!

Наш царь идёт!

Слава нашему царю!

Ура! Ура! Ура!

## Второй вариант (1939)
Славься, славься, ты Русь моя,

Славься ты, русская наша земля!

Да будет во веки веков сильна

Любимая наша, родная страна!

Славься, славься из рода в род,

Славься, великий наш русский народ!

Врагов, посягнувших на край родной,

Сражай беспощадно могучей рукой!

Слава! Слава!

Слава всем бойцам!

Родины нашей отважны сына,

Кто кровь за Отчизну свою прольёт,

Того никогда не забудет народ.

Славься, славься ты, Русь моя!

Славься ты, русская наша земля!

Слава бойцам!

Вовеки веков

Возвеличит народ

Подвиг святой Сусанина.

Идут бойцы! Идут войска!

Хвала бойцам! Хвала войскам!

Вот он, наш Кремль!

С ним вся Русь,

Весь наш край!

Пой, вся Русь,

Веселись, русский люд,

Песни пой!

Светлый день,

Весёлый день

Для нас настал!

Вожди идут!

Вот Пожарский наш,

Вождь всей рати!

Вот славный Минин наш!

Слава полководцам!

Слава бойцам всем!

Идут, идут!

Хвала войскам!

Здравствуй, наш край!

Наш край родной!

Будь жив, будь здрав,

Весь наш край! Ура!